# Rector (geestelijke)
Een rector is een priester van de Rooms-Katholieke Kerk, die de zielzorg op zich genomen heeft van een gemeenschap die (nog) geen volwaardige parochie is, of van een katholieke instelling. Dat kan zijn de pastorale bediening in een nieuwe woonwijk, een ziekenhuis of een verzorgingshuis.
Een rector kan ook de priesterlijke bediening hebben in een klooster van mannelijke of vrouwelijke religieuzen, die zelf geen priester onder de eigen leden hebben. Ook wordt de term gebruikt voor het hoofd van een priesterseminarie. Uit hoofde van die laatste functie heeft de rector dan meestal zitting in het bestuur van het bisdom, het kathedrale kapittel.
In de orthodoxe kerken is de rector de priester die de leiding heeft van de parochie, maar wordt deze term niet als zodanig gebruikt.
Een rector cantus is een priester/kerkmusicus die verantwoordelijk is voor de uitvoering van de liturgische muziek tijdens de vieringen in een kathedraal. 